# Isabella Hübner

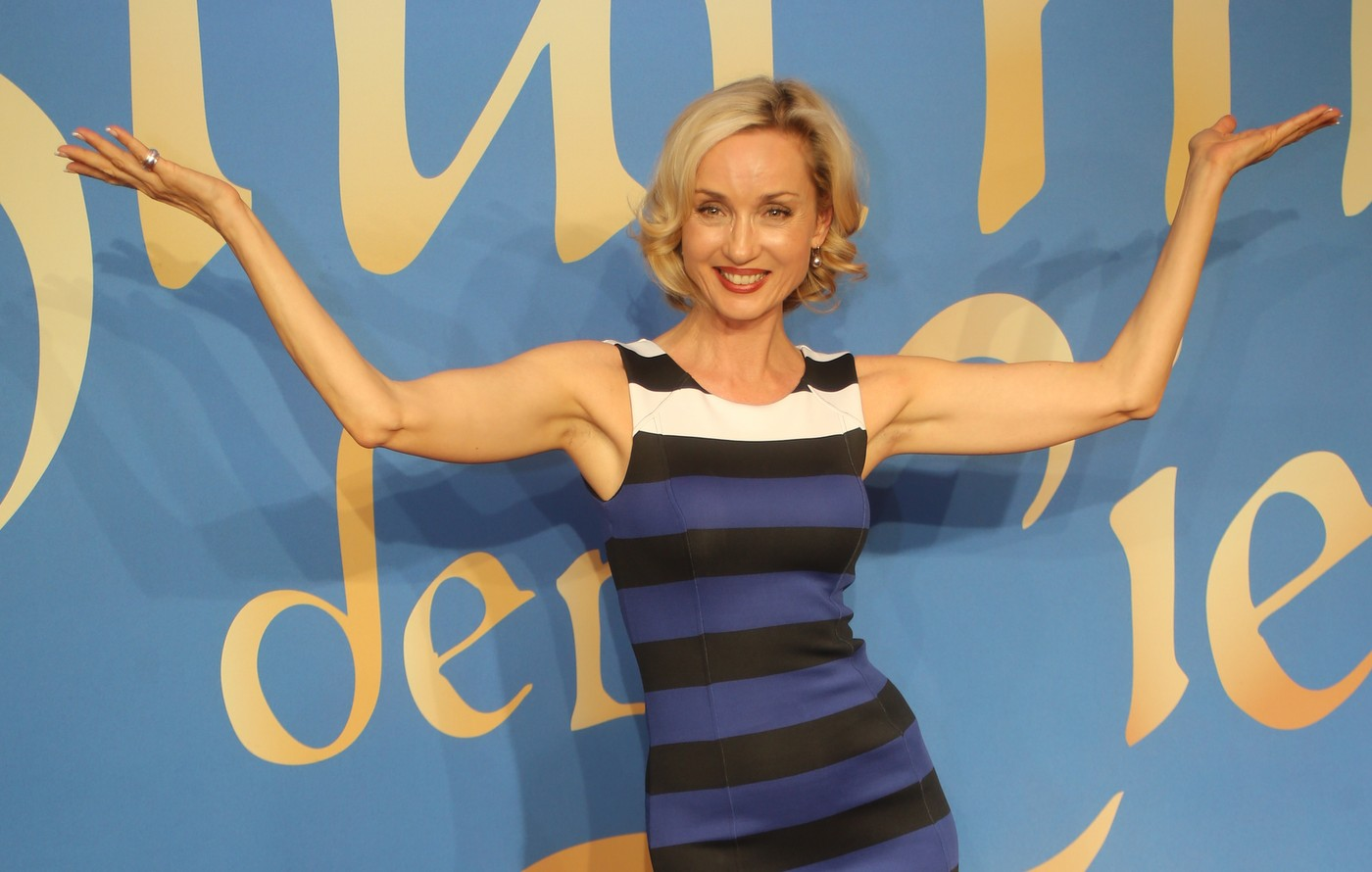
Isabella Hübner (2015)

Isabella Hübner (* 8. Juni 1966 in München) ist eine deutsche Schauspielerin.

## Leben und Karriere
Isabella Hübner wuchs in München auf. Ihre Schauspielausbildung absolvierte sie von 1993 bis 1995 an der Schauspielschule Gmelin in München. Ihr erstes Engagement erhielt sie am Theater in Heilbronn. Gastengagements folgten unter anderen am Theater Baden-Baden, am Grenzlandtheater Aachen und am Münchner Volkstheater. Seit 2002 erarbeitet sie am Theater auch eigene Inszenierungen.
Seit 1994 ist Hübner als Schauspielerin vor der Kamera tätig und wirkte bisher in über 20 Film-und-Fernsehproduktionen mit. Bekannt wurde Hübner für ihre Rolle als Dr. Lisa Busch in der Fernsehserie Marienhof. Außerdem war sie in Krimiserien wie Tatort, Der Alte, Siska, SOKO München und SOKO Wien sowie auch in der Familienserie Die Fallers zu sehen. Von Juni 2012 bis Oktober 2013 war sie in der BR-Serie Dahoam is Dahoam als Jana Keller zu sehen. In der ARD-Telenovela Sturm der Liebe spielte sie ab Juni 2015 (Folge 2239) die intrigante Beatrice Stahl, geb. Hofer, in Funktion der Antagonistin der 11. bis zur 13. Staffel. Im November 2017 (Folge 2814) erlitt sie den Serientod. Nach ihrem Serientod trat sie bis Januar 2018 (Folge 2841) weiterhin in Visionen, Träumen und Vorstellungen auf.

### Privates
Isabella Hübner lebt mit ihrem Mann, dem Regisseur Alexander Wiedl (* 1964), in München.
Hübner ist seit Januar 2017 Mitglied der V-Partei³.

## Filmografie
- 1994–2004: Der Alte (Fernsehserie, 8 Folgen, verschiedene Rollen)
- 1995: Um die 30
- 1995: Wir zusammen mit dir
- 1996: Derrick (Fernsehserie, 1 Folge)
- 1998: Polizeiruf 110: Hetzjagd
- 2000: Siska (Fernsehserie, 1 Folge)
- 2002: Verbotene Liebe (Fernsehserie)
- 2002: Sag einfach ja!
- 2002: Geht nicht, gibt’s nicht
- 2004–2011: Marienhof (Fernsehserie, 1627 Folgen)
- 2006: SOKO Wien (Fernsehserie, 1 Folge)
- 2007: Die Fallers – Eine Schwarzwaldfamilie (Fernsehserie, 1 Folge)
- 2008–2015: SOKO München (Fernsehserie, 3 Folgen, verschiedene Rollen)
- 2010: Tatort – Unsterblich schön
- 2011: Hubert ohne Staller (Fernsehserie, 1 Folge)
- 2011: An Apple a Day (Kurzfilm)
- 2012–2023: Die Rosenheim-Cops (Fernsehserie, 4 Folgen, verschiedene Rollen)
- 2012–2013: Dahoam is Dahoam (Fernsehserie, 274 Folgen)
- 2013: Mehrwelt (Kurzfilm)
- 2014: Stilles Erbe (Kurzfilm)
- 2015: Starnberg Digga!
- 2015: Mein vergessenes Leben
- 2015–2018: Sturm der Liebe (Fernsehserie, 582 Folgen)
- 2018: Schwesterherz
- 2020: Mr. Trump feiert Thanksgiving (Kurzfilm, Regie:Katrin Butt)
- 2024: Haydi Bitte schon